# Arshad Nadeem
Arshad Nadeem (* 2. Januar 1997 in Mian Channu) ist ein pakistanischer Leichtathlet, der sich auf den Speerwurf spezialisiert hat. 2024 gewann er mit neuem olympischen Rekord die Goldmedaille bei den Olympischen Spielen in Paris. Außerdem siegte er 2022 bei den Commonwealth Games in Birmingham.

## Sportliche Laufbahn
Erste internationale Erfahrungen sammelte Arshad Nadeem bei den Südasienspielen in Guwahati, bei denen er mit 78,33 m die Bronzemedaille gewann. Anschließend gewann er auch bei den Juniorenasienmeisterschaften in der Ho-Chi-Minh-Stadt hinter dem Japaner Junya Sado und dem Inder Neeraj Chopra mit 73,40 m Bronze. Daraufhin nahm er an den U20-Weltmeisterschaften in Bydgoszcz teil und schied dort mit 67,17 m in der Qualifikation aus. 2017 gewann er bei den Islamic Solidarity Games in Baku mit 76,33 m die Bronzemedaille. Bei den Asienmeisterschaften in Bhubaneswar belegte er mit 78,00 m Rang sieben. 2018 nahm er zum ersten Mal an den Commonwealth Games im australischen Gold Coast teil und belegte dort mit 76,02 m im Finale Platz acht. Zuvor hatte er in der Qualifikation mit 80,45 m einen neuen Landesrekord aufgestellt. Ende August nahm er erstmals an den Asienspielen in Jakarta teil und gewann dort mit neuem Landesrekord von 80,75 m die Bronzemedaille hinter Chopra und dem Chinesen Liu Qizhen.
2019 belegte er bei den Asienmeisterschaften in Doha mit 78,55 m den sechsten Platz. Anfang Oktober nahm er an den Weltmeisterschaften ebendort teil und schied dort mit neuem Landesrekord von 81,52 m in der Qualifikation aus. Eine weitere Verbesserung dieses Rekordes gelang ihm beim Gewinn der Südasienspiele 2019 mit 86,29 m, bei denen er die Goldmedaille gewann. 2021 steigerte er in Maschhad den pakistanischen Landesrekord auf 86,38 m und qualifizierte sich damit für die Olympischen Spiele in Tokio, bei denen er mit 84,62 m im Finale den fünften Platz belegte. Während der Schlussfeier der Spiele war er der Fahnenträger seiner Nation. Im Jahr darauf belegte er bei den Weltmeisterschaften in Eugene mit 86,16 m im Finale den fünften Platz und anschließend siegte er mit neuem Landesrekord von 90,18 m bei den Commonwealth Games in Birmingham sowie mit 88,55 m bei den Islamic Solidarity Games in Konya. 2023 gewann er bei den Weltmeisterschaften in Budapest, seinem einzigen Wettkampf im Jahr, mit 87,82 m im Finale die Silbermedaille hinter dem Inder Neeraj Chopra. Auch im Jahr darauf bestritt er nur einen offiziellen Wettkampf, ehe er bei den Olympischen Spielen in Paris im Finale mit neuem olympischen Rekord und Asienrekord von 92,97 m die Goldmedaille gewann. Er ist damit nach dem Inder Neeraj Chopra der zweite asiatische Olympiasieger in dieser Disziplin in Folge.
2025 siegte er mit einer Weite von 86,40 m bei den Asienmeisterschaften in Gumi.
In den Jahren 2015 und 2017 sowie 2018 und 2022 wurde Nadeem pakistanischer Meister im Speerwurf.